# Costituzionalismo
Il costituzionalismo è l'insieme delle dottrine politico-giuridiche, elaborate all'interno della riflessione storica, filosofica e del diritto, che prende in considerazione il tema del potere politico e dei suoi limiti. In particolare, si incentra sul concetto di Costituzione quale principio fondamentale ordinatore del potere politico, in quanto lo legittima e ne stabilisce i limiti tramite la sua sottomissione alla legge.
Storicamente, il costituzionalismo moderno, sorto dalla metà del XVIII secolo, si contrappone all'assolutismo e in generale alle forme di governo dispotiche o tiranniche. Strumento fondamentale per limitare l'esercizio del potere politico in tal senso è la costituzione scritta, considerata come documento fondante e garante delle libertà e diritti fondamentali: stante la notevole eccezione del caso britannico, il documento giuridico sostanza in realtà un corpus normativo, «la struttura portante di un'organizzazione sociale e politica, ma anche un deposito di idee e di valori».

## Storia

### Origini
Il costituzionalismo ebbe origine in Europa durante il medioevo, a partire dalle constitutiones con cui i sovrani convocavano le assemblee cetuali, ovvero le antiche istituzioni rappresentative degli stati. In quest'epoca non si distanziava dalla concezione del diritto naturale classico mediato dalla patristica di Sant'Agostino, in cui il diritto non nasce dalla volontà, bensì dall’intelligenza dell’ordine. San Tommaso d'Aquino (1225-1274), nella Summa Theologiae (I-II, q. 91-97), concepisce la legge come ordinamento razionale al bene comune, partecipazione della legge eterna divina nella creatura razionale. La legge naturale, fondata sull’essenza razionale e finalistica dell’uomo, costituisce il criterio oggettivo e universale per valutare la legittimità della legge positiva. Il diritto non è creazione arbitraria dell’uomo, bensì il riconoscimento di una verità precedente, di un ordine che l’uomo non istituisce, ma scopre e rispetta. In questa prospettiva, il concetto stesso di potestas legislativa è subordinato alla veritas legis: la legge vale in quanto è giusta, non è giusta in quanto vale. 
Tra medioevo ed età moderna si verificò un ribaltamento di significato, poiché le constitutiones nel diritto romano e poi in quello medievale erano le leggi emanate dall'autorità suprema (l'imperatore, il papa o il re). Il termine "costituzione" iniziò ad assumere progressivamente il significato odierno a partire dal Seicento, prima da John Locke e poi da George Savile, I marchese di Halifax e Henry Saint-John Bolingbroke. Tuttavia, anche se in forme diverse, elementi "costituzionalisti" erano variamente presenti nella teoria politica dell'Europa di età moderna, in particolare facendo riferimento al concetto di leggi fondamentali.
In Inghilterra il concetto di costituzione indicava il limite espresso dalla common law nei confronti del potere regio. Tuttavia, prima della guerra civile non era affatto contrapposto alla monarchia assoluta, con la quale si indicava il potere assoluto del sovrano in chiave anti-papista. Solo successivamente, durante la restaurazione il termine assoluto venne associato al governo dispotico e arbitrario. Lo stesso Bodin, teorizzatore della monarchia assoluta in Francia, assumeva che il sovrano dovesse rispettare le "leggi fondamentali" del regno.

### Costituzionalismo moderno
Il moderno costituzionalismo, distinto da quello antico poiché imperniato sulla costituzione scritta e sulle dichiarazioni dei diritti, ha il suo fondamento gius-filosofico nell'elaborazione scientifica di Montesquieu e il suo fondamento storico nella Rivoluzione americana e in quella francese della seconda metà del Settecento.

Con l'inizio del XX secolo, le trasformazioni sociali (industrializzazione, questione operaia, suffragio universale) arricchiscono il costituzionalismo liberale, con previsioni idonee a garantire uguaglianza sostanziale e giustizia sociale. Nascono così il riconoscimento dei diritti sociali (lavoro, salute, istruzione), il superamento della sola separazione dei poteri a favore del principio di collaborazione (es. rapporto tra Parlamento e Governo), il ruolo attivo dello Stato nell’economia e nella società (Stato sociale).
Le relative teorizzazioni si rinvengono in: Hans Kelsen, "La dottrina pura del diritto", ove si afferma che la Costituzione è la norma fondamentale, e sviluppa una teoria giuridica formale della sua centralità; Norberto Bobbio, "L'età dei diritti", che analizza l'espansione dei diritti, includendo i diritti sociali come parte essenziale della democrazia moderna; Maurice Hauriou e Léon Duguit, che contribuiscono alla riflessione sul ruolo del diritto pubblico e dell’amministrazione in uno Stato sociale; Jürgen Habermas, "Fatti e norme", ove si sottolinea l'importanza del discorso pubblico e della partecipazione democratica alla formazione del diritto.
Nel costituzionalismo moderno, la Costituzione non è più solo una legge fondamentale che limita il potere, ma diventa così anche un progetto politico e sociale, che stabilisce valori, diritti fondamentali e doveri di solidarietà.

## Principi
Il principio fondamentale è l'utilizzo dello strumento scritto per limitare il potere politico ed indirizzare lo sviluppo giuridico.
Alcuni sostengono che i principi del costituzionalismo siano rappresentati dalla divisione dei poteri e la descrizione dei diritti fondamentali dell'individuo. In realtà, il termine costituzionalismo si riferisce ad un concetto molto più generale. L'importanza della divisione dei poteri è uno degli strumenti di architettura istituzionale che può essere utile al suo fine di limitazione dell'arbitrio politico. Ed anche la descrizione dei diritti è molto differente tra le differenti Costituzioni. Così come la loro inalienabilità, che alcune costituzioni dichiarano soggetti al potere politico.

### Costituzione scritta
Nel medioevo e nella prima età moderna, i regimi politici europei si basavano principalmente su fonti consuetudinarie, editti reali e privilegia. La legittimità del potere si fondava sul diritto divino e sulla tradizione, per cui le norme potevano cambiare con la volontà del sovrano.
Il passaggio alla Costituzione scritta rappresenta un momento fondamentale nella storia del diritto pubblico e dello Stato moderno. Esso segna il superamento dell’assolutismo e l’affermazione di un principio chiave: il potere deve essere limitato e regolato da norme esplicitamente stabilite in un testo scritto e vincolante. Come scrive Jean-Jacques Rousseau nel Contratto sociale (1762), la Costituzione scritta rappresenta quindi un “patto” tra i cittadini, in cui i diritti vengono enunciati in modo chiaro e la scrittura “blocca” l’arbitrio, rendendo il potere soggetto alla legge.

### Potere costituente
Il potere costituente è l'autorità suprema che dà origine a una nuova Costituzione, segnando la transizione tra due diversi ordini giuridico-politici. È considerato un potere libero, non vincolato da norme preesistenti, situato al confine tra diritto e politica. Può manifestarsi attraverso un'Assemblea costituente democraticamente eletta o a seguito di eventi rivoluzionari. 
Secondo Costantino Mortati, rappresenta l'inizio dell'ordine giuridico, poiché esprime le forze sociali che aspirano a un nuovo assetto istituzionale.

### Dichiarazione dei diritti
La Carta dei diritti è la modalità iniziale in cui le Costituzioni scritte si sono articolate, nell'evoluzione liberale europea, cioè prima che ad esse si aggiungessero anche norme sull'organizzazione democratica dei poteri pubblici: si tratta di un documento che elenca i diritti individuali inalienabili che l'autorità pubblica deve rispettare e tutelare. 
Storicamente, il termine deriva dal contesto inglese, dove rappresentanze nobiliari e cittadine ottennero dal re garanzie in cambio di supporto, come evidenziato dalla Magna Carta del 1215. Nel XVII secolo, documenti come la Petition of Right (1628) e l'Habeas Corpus Act (1679) consolidarono questi diritti, culminando nel Bill of Rights del 1689, che limitava il potere monarchico a favore del Parlamento. Nel XX secolo, la Carta dei diritti fondamentali dell'Unione europea (2000) ha integrato questi principi nel diritto europeo, rafforzando la tutela dei diritti umani.

### Separazione dei poteri
Il principio della separazione dei poteri è un cardine dello Stato di diritto e della democrazia liberale, volto a prevenire abusi di potere e garantire la libertà dei cittadini. Esso prevede la distinzione tra tre funzioni fondamentali dello Stato: legislativa (emanazione delle leggi), esecutiva (attuazione delle leggi) e giudiziaria (interpretazione e applicazione delle leggi), ciascuna affidata a organi indipendenti. Questa teoria, formalizzata da Montesquieu ne Lo spirito delle leggi (1748), si basa sull'idea che "il potere arresti il potere", assicurando un equilibrio tra le diverse branche del governo. Nella pratica, molti ordinamenti adottano un sistema di "checks and balances" (controlli e contrappesi), in cui i poteri, pur separati, collaborano e si limitano reciprocamente per mantenere l'equilibrio istituzionale.

### Limitazione dei poteri
Al di là dell'origine storica riferita alla monarchia assoluta, l’idea di riferirsi ad un testo normativo scritto per limitare il potere politico torna attuale anche in riferimento alle maggioranze
di governo espresse nelle democrazie moderne: infatti anche dalla legittimazione dei governi eletti possono derivare pesanti stress sulle «forme di controllo della legalità dei processi
sociali che spettano ai corpi dello Stato per svolgere in autonomia le funzioni giurisdizionali e imperative per la difesa dei diritti individuali e sociali, nonché del ruolo delle minoranze». Quando non si riconosce che anche la sovranità del popolo si esercita nelle forme e nei limiti previsti dalla Costituzione, infatti, si corre il rischio di degenerazioni della forma di governo in modalità oclocratiche, che in epoca moderna assumono la veste di democrazia illiberale, di leaderismo o di populismi volti a negare le funzioni plurali di controllo e di indirizzo proprie delle rappresentanze politiche.

## Ambito di studi
Il filone di studi della scienza politica e della filosofia del diritto sul tema del costituzionalismo si affermò negli Stati Uniti d'America tra gli anni '30 e '40 del Novecento, in opposizione agli sviluppi del totalitarismo in Europa. I principali studiosi furono Charles Howard McIlwain, autore nel 1940 di Constitutionalism: ancient and modern, Edward Samuel Corwin e il politologo Carl Joachim Friedrich.
Lo studio delle costituzioni non è necessariamente sinonimo dello studio del costituzionalismo. Lo storico del diritto statunitense Christian G. Fritz distingue tra le “questioni costituzionali”, che esaminano come la Costituzione sia stata interpretata e applicata - per distribuire potere e autorità mentre la nuova nazione affrontava problemi di guerra e pace, tassazione e rappresentanza - e le “questioni di costituzionalismo”, ovvero come identificare il sovrano collettivo, quali poteri questo possedeva e come si riconosceva quando esso agiva. Egli osserva che “le questioni di costituzionalismo non potevano essere risolte facendo riferimento al solo testo costituzionale o persino alla giurisprudenza”, ma erano “questioni aperte, fondate su visioni concorrenti”.
Una distinzione simile fu fatta dallo studioso britannico di diritto costituzionale A.V. Dicey nell’analisi della Costituzione non scritta del Regno Unito. Dicey notava la differenza tra le “convenzioni costituzionali” e il “diritto costituzionale”. La “distinzione essenziale” tra i due concetti era che il diritto costituzionale era formato da “regole applicate o riconosciute dai tribunali”, costituendo quindi “un corpo di ‘leggi’ nel senso proprio del termine”. Al contrario, le convenzioni costituzionali consistevano in “usi, pratiche, massime o precetti che non sono applicati né riconosciuti dai tribunali”, ma che “formano un insieme non di leggi, bensì di etica costituzionale o politica”.

## Degenerazione
Il post-costituzionalismo designa una configurazione teorica del diritto in cui la Costituzione cessa di essere principio ordinatore fondato su un ethos condiviso o su una razionalità normativa oggettiva, per divenire struttura fluida, aperta, adattabile, soggetta a interpretazioni molteplici e mutevoli, priva di rigidità assiologica. Il diritto non è più ciò che è conforme a un ordine naturale delle cose, il c.d. "ordo essendi", ma diviene ciò che risulta dal processo decisionale collettivo, dalle dinamiche della società aperta, dai bilanciamenti tra diritti soggettivi considerati come espressione della volontà individuale. È, in breve, la riduzione dell’ "ordo iuris" a "ordo voluntatis". 
La norma costituzionale non vincola più in forza della sua verità, ma in forza della sua effettività e della sua capacità performativa. Tale configurazione si distingue sia dal costituzionalismo moderno, che pur nella sua matrice volontarismo contrattualista manteneva una certa esigenza di universalità e razionalità (si pensi alla "raison générale" di Rousseau o all’universalismo giuridico kantiano), sia dal neocostituzionalismo, che ancora tentava di fondare l’interpretazione costituzionale su principi giusfilosofici di carattere almeno formalmente razionale (quali la dignità della persona, l’eguaglianza, la proporzionalità), pur in un quadro segnato dalla crisi delle certezze ontologiche. 
Il post-costituzionalismo, al contrario, nasce e si afferma come progetto teorico post-fondazionalista: la pretesa stessa di fondare il diritto su una verità dell’essere umano e della convivenza civile viene rigettata come autoritaria, premoderna, dogmatica. 
Nel diritto post-costituzionale, come ha notato il giurista e filosofo del diritto francese, Michel Trooper (1938), il potere costituente non si arresta più nel momento della promulgazione della costituzione: esso diventa immanente, permanente, capace di reinterpretare e modificare costantemente la struttura costituzionale secondo la volontà mutevole del corpo sociale. È la transizione dal "nomos" come limite alla "kratos" come dominio, cioè dalla legge fondata sull’essere alla decisione fondata sul volere. Ciò compie, per via giuridica, quanto Carl Schmitt (1888-1985) aveva già intravisto nella sua dottrina del sovrano come colui che decide sullo stato di eccezione: il diritto diventa esso stesso funzione della decisione, senza criteri sostanziali che la precedano o la orientino. 
Tuttavia, l'apertura al pluralismo e alla dinamicità sociale rischia di rivelarsi, sul piano della filosofia del diritto, come la piena realizzazione del nichilismo. 
L'abbandono della metafisica del diritto, che trovava fondamento sin nella scolastica tomistica, genera il nichilismo giuridico. 
La modernità giuridica, espellendo la natura dall’ambito del giuridico, avrebbe cioè reso possibile la sovrapposizione della "voluntas" all’"intellectus" e, nel post-costituzionalismo, questa sostituzione raggiunge il suo compimento teoretico. Come afferma Leo Strauss (1899-1973), il rifiuto della legge naturale non conduce alla neutralità assiologica, ma alla sottomissione del diritto al relativismo culturale e alla dittatura del momento presente. Il post-costituzionalismo, dunque, «è il nichilismo giuridico sistematico. Esso dissolve ogni criterio oggettivo, gerarchia normativa fondata su principi permanenti, e il riferimento alla natura umana come misura del giusto».